# RSCA Futures
RSCA Futures is het Belgische belofteteam van RSC Anderlecht dat vanaf het seizoen 2022/23 in de Challenger Pro League uitkomt.

## Geschiedenis
In het voetbalseizoen 2022/23 mocht het onder 23-elftal van RSC Anderlecht aantreden in de Challenger Pro League, ofwel de  Belgische Eerste klasse B. Zij hadden voldaan aan de voorwaarde een seizoen eerder bij de beste vier te eindigen in de beloftecompetitie van de Eerste Klasse A ploegen. De andere belofteteams die mochten aansluiten waren SL 16 FC (Standard Luik), Club NXT (Club Brugge) en Jong Genk (KRC Genk).
De eerste officiële competitiewedstrijd in de nieuwe Challenger Pro League was op 15 augustus 2022 tegen SK Deinze. De match eindigde op 0-0.
In de Challenger Pro League mag bij elke U23-ploeg één dertiger aantreden. In mei 2022 contracteerde Anderlecht hiervoor Guillaume Gillet maar een maand later stopte hij met zijn professionele spelerscarrière en werd assistent-trainer bij de club. In zijn plaats werd vervolgens in augustus 2022 de 34-jarige middenvelder David Hubert aangetrokken, die na dat seizoen ook zijn professionele spelerscarrière stopte.

## Seizoen 2022/23
Hun thuiswedstrijden werden verdeeld over het Lotto Park (5 wedstrijden) en het Koning Boudewijnstadion (6 wedstrijden).

### Spelerskern
| Nr.           | Naam              | Nationaliteit         | Geboortedatum |
| ------------- | ----------------- | --------------------- | ------------- |
| Keepers       |                   |                       |               |
| 16            | Bart Verbruggen   | Nederland             | 18-08-2002    |
| 33            | Rik Vercauteren   | België                | 08-06-2001    |
| -             | Wout Meese        | België                | 11-04-2005    |
| 1             | Timon Vanhoutte   | België                | 29-01-2004    |
| Verdedigers   |                   |                       |               |
| 47            | Lucas Lissens     | België                | 25-07-2001    |
| -             | Arno Herssens     | België                | 05-01-2004    |
| 58            | Ethan Butera      | België                | 16-04-2006    |
| -             | Sullyan Amisso    | België Congo-Kinshasa | 18-03-2003    |
| 57            | Ilay Camara       | België Senegal        | 18-01-2003    |
| 64            | Loïc Masscho      | België                | 02-10-2001    |
| 77            | Luca Ferrara      | België Italië         | 17-05-2002    |
| Middenvelders |                   |                       |               |
| 06            | Neel Meeus        | België                | 08-07-2011    |
| 88            | David Hubert      | België                | 12-02-1988    |
| 60            | Nils De Wilde     | België                | 27-01-2003    |
| 65            | Alonzo Engwanda   | België Congo-Kinshasa | 27-01-2003    |
| 71            | Théo Leoni        | België Italië         | 21-04-2000    |
| 67            | Chris Lokesa      | België Congo-Kinshasa | 07-11-2004    |
| Aanvallers    |                   |                       |               |
| -             | Ilias Takidine    | België Marokko        | 05-02-2001    |
| -             | Julien Duranville | België                | 05-05-2006    |
| 72            | Enock Agyei       | België Ghana          | 13-01-2005    |
| 75            | Simion Michez     | België Kameroen       | 09-02-2002    |
| 76            | Lucas Stassin     | België                | 29-11-2004    |

- Aanvoerder

### Technische staf
| Functie                | Naam                 | Nationaliteit |
| ---------------------- | -------------------- | ------------- |
| Hoofdtrainer           | Guillaume Gillet     | België        |
| Keeperstrainer         | Frank Boeckx         | België        |
| Conditietrainer        | Hubert Lemaire       | België        |
| Physio                 | Willem Moens         | België        |
| Teammanager            | Tine Geerardyn       | België        |
| Dokter                 | Jens Andre           | België        |
| Dokter                 | Kris Vollon          | België        |
| Kinesitherapeut        | Brecht Van Isterdael | België        |
| Kinesitherapeut        | Tim Vollon           | België        |
| Kit Manager            | Herman Eeckhout      | België        |
| Kit Manager            | Manuel Agten         | België        |
| Pedagogical department | Jan Verlinden        | België        |